# Бурунча (село)
Бурунча — село в Саракташском районе Оренбургской области, административный центр Бурунчинского сельсовета.

## География
Находится на правом берегу реки Большой Ик на расстоянии примерно 36 километр по прямой на север-северо-восток от районного центра поселка Саракташ.

## История
Село основано в 1791 году генерал-лейтенантом Мансуровым, поселившим здесь своих крепостных крестьян из Бузулукского уезда Самарской губернии. Первоначально село называлось ещё и по имени генерала Александровкой. В 1796 году в Бурунче числилось 15 дворов, в которых проживало 131 человек. С 1811 года начинает упоминаться также сельцо Богдановка, принадлежавшее коллежскому асессору Андрею Ивановичу Сапожникову. Оно располагалось по левому берегу реки Бурунча и вошло в состав села Бурунча в 1960-е годы, а Бурунча по правому. В 1901 году Бурунча значится селом, в котором числилось 118 дворов и 824 жителя, здесь имелись деревянная церковь. В советское время в Бурунче работал колхоз «Красное знамя», а в Богдановке «Красная Нива».

## Население
| 2010 |
| ---- |
| 436  |

Население составляло 449 человека в 2002 году (русские 93 %), 436 по переписи 2010 года.